# Thierry Zéno
Pour les articles homonymes, voir Zeno et Jonard.
Thierry Zéno, nom d'artiste de Thierry Jonard, né le 22 avril 1950 à Namur et mort le 7 juin 2017 à l'âge de 67 ans, est un cinéaste et plasticien belge.

## Biographie
Thierry Zéno accomplit ses études primaires et secondaires chez les pères jésuites, au Collège Notre-Dame de la Paix et habite, avec ses parents et ses six frères et sœur, à deux pas de celui-ci.
Peu avant la fin de ses humanités, il réalise, avec quelques condisciples, dont déjà le fidèle Dominique Garny, un court-métrage intitulé Dominique avant de s’inscrire à l’IAD (Institut des Arts de Diffusion) à Bruxelles dont il sortira diplômé en 1973. L’un des professeurs, le grand cinéaste Henri Storck, l’impressionne particulièrement.

## Œuvre
Après avoir réalisé un court-métrage documentaire dans un hôpital psychiatrique namurois sur un schizophrène pratiquant l'art brut, le peintre Georges Moinet, Thierry Zéno tourne en 1974 Vase de noces, un film influencé par Félicien Rops et admiré par Henri Michaux.
En 1981, il écrit et réalise avec Jean-Pol Ferbus et Dominique Garny le documentaire Des morts.
Depuis, il poursuit en parallèle un travail de documentariste ethnologue (Chronique d'un village tzotzil, 1984-1992, sur les Indiens du Chiapas au Mexique) et une approche du film sur l'art (Les muses sataniques, 1983, premier film sur Félicien Rops, Les tribulations de Saint Antoine, 1984, Eugène Ionesco, voix et silences, 1987, avec la complicité d'Ionesco, avec qui il réalisera aussi Contes pour enfants de moins de 3 ans en 1989, Ce tant bizarre monsieur Rops, 2000).
Il a ouvert une section cinégraphie, puis vidéographie à l'Académie de Dessin et des Arts visuels de Molenbeek-Saint-Jean où il a d'abord été professeur puis directeur.

## Filmographie

### Comme acteur
- Babel / Lettre à mes amis restés en Belgique de Boris Lehman (1991)

### Comme réalisateur
- Bouche sans fond ouverte sur les horizons (1971, court-métrage)
- Vase de noces (1974)
- Des morts (1979)
- Les muses sataniques (1983)
- Les Tribulations de saint Antoine (1984)
- Artifices d'acier (1986)
- Eugène Ionesco, voix et silences (1987)
- Chroniques d'un village Tzotzil (1992)
- ¡Ya Basta! Le cri des sans-visage (1997)
- Ce tant bizarre monsieur Rops (2000)